# Distrito de Challabamba
El distrito peruano de Challabamba es uno de los seis distritos de la Provincia de Paucartambo, ubicada en el Departamento de Cusco, bajo la administración del Gobierno regional del Cusco, Perú.

## Historia
El Distrito de Challabamba fue creado mediante Ley s/n del 2 de enero de 1857, en el gobierno del Presidente Ramón Castilla.

## Geografía
Su capital es el centro poblado de Challabamba, ubicada a 2816 m s. n. m. A su vez este distrito alberga 46 comunidades campesinas.
Latitud: -13.211963 | Longitud: -71.649907

## División administrativa

### Centros poblados
- Urbanos
- Rurales

## Autoridades

### Municipales
- 2019 - 2022[1]
  - Alcalde: Bladimiro Álvarez Muñoz, de Democracia Directa.
  - Regidores:

  1. Julián Gutiérrez Quispe (Democracia Directa)
  2. Eusebio Quispe Rojo (Democracia Directa)
  3. Fidel Apucusi Huamá (Democracia Directa)
  4. Carilina Mamani Lima ((Partido Democratica Directa Demcratica Directa))
  5. Juan Pablo Huillca Alqoruntu (Movimiento regional Acuerdo Popular Unificado)

## Festividades
- Carnavales.
- Santiago.
- Virgen Chanka.
- Todos los Santos.